# Сухоносівка (Полтавський район)
Сухоно́сівка — село в Україні, у Машівській селищній громаді Полтавського району Полтавської області. Населення становить 89 осіб. До 2017 орган місцевого самоврядування — Селещинська сільська рада.

## Географія
Село Сухоносівка знаходиться на правому березі річки Тагамлик, вище за течією на відстані 0,5 км розташоване село Селещина, нижче за течією на відстані 2,5 км розташоване село Латишівка, на протилежному березі — село Селещина. Річка в цьому місці звивиста, утворює лимани, стариці та заболочені озера.

## Історія
12 червня 2020 року, відповідно до розпорядження Кабінету Міністрів України № 721-р «Про визначення адміністративних центрів та затвердження територій територіальних громад Полтавської області», село увійшло до складу Машівської селищної громади.
19 липня 2020 року, в результаті адміністративно - територіальної реформи та ліквідації Машівського району, село увійшло до складу новоутвореного Полтавського району.